# الدوري القطري لكرة السلة
الدوري القطري لكرة السلة هو أعلى مستوى لبطولة دوري كرة السلة في قطر. يحصل الفريق الفائز على حق المشاركة في كأس أبطال آسيا لكرة السلة. بدأ الموسم الرسمي الأول في 1981/82. تم التخطيط لتوسعه بطولة الدوري بإنشاء بطولة للدرجة الثانية مستقبلا. حاليا هناك بطولتان محليتان للكأس وهما كأس أمير قطر وكأس ولي العهد القطري.
حسب موسم 2017-18 فإنه تتكون بطولة الدوري من تسع فرق فقط.

## أندية موسم 2016-17
| الدوري القطري لكرة السلة | الدوري القطري لكرة السلة | الدوري القطري لكرة السلة | الدوري القطري لكرة السلة |
| الفريق                   | الموقع                   | المدرب                   |                          |
| ------------------------ | ------------------------ | ------------------------ | ------------------------ |
| الأهلي                   | الدوحة                   | راد فوينوفيتش            |                          |
| العربي                   | الدوحة                   | حاتم مملوك               |                          |
| الغرافة                  | الغرافة                  | قصي حاتم                 |                          |
| الجيش                    | الدحيل                   | دراغوسلاف ميلافانوفيتش   |                          |
| الريان                   | الريان                   | براين روسوم              |                          |
| السد                     | السد                     | جون فويتاك               |                          |
| الوكرة                   | الوكرة                   | إيهاب جلال               |                          |
| قطر                      | الدفنة                   | سعيد مبارك               |                          |
| الشمال                   | الشمال                   |                          |                          |
| الخور                    | الخور                    |                          |                          |

## الأبطال السابقون
| - 1981–82: العربي - 1982–83: العربي - 1983–84: العربي - 1984–85: العربي - 1985–86: العربي - 1986–87: قطر - 1987–88: قطر - 1988–89: قطر - 1989–90: قطر - 1990–91: قطر - 1991–92: العربي - 1992–93: قطر - 1993–94: العربي - 1994–95: قطر - 1995–96: الريان - 1996–97: الريان - 1997–98: الريان - 1998–99: الريان - 1999–00: الريان | - 2000–01: الأهلي - 2001–02: الريان - 2002–03: الريان - 2003–04: الريان - 2004–05: الريان - 2005–06: الريان - 2006–07: الريان - 2007–08: الجيش - 2008–09: الريان - 2009–10: الريان - 2010–11: الريان - 2011–12: الريان - 2012–13: السد - 2013–14: الغرافة - 2014–15: الريان - 2015–16: الريان - 2016–17: الجيش - 2017–18: العربي |

## الأفضل أداء
| الفريق  | عدد البطولات |
| ------- | ------------ |
| الريان  | 17           |
| العربي  | 8            |
| قطر     | 7            |
| الجيش   | 2            |
| السد    | 1            |
| الأهلي  | 1            |
| الغرافة | 1            |

## الفائزون بالبطولة حسب المدينة
| المدينة | عدد البطولات | الفرق                                                             |
| ------- | ------------ | ----------------------------------------------------------------- |
| الدوحة  | 20           | العربي (8), قطر (7), الجيش (2), الأهلي (1), السد (1), الغرافة (1) |
| الريان  | 17           | الريان (15)                                                       |

## البطولات المحلية

### كأس ولي عهد قطر
| - 1999-00 : الأهلي فاز على الريان - 2000-01 : الأهلي فاز على السد - 2001-02 : الريان فاز على قطر - 2002-03 : قطر فاز على الريان - 2003-04 : الريان فاز على قطر - 2004–05 : الريان فاز على السد - 2005–06 : الريان فاز على الغرافة | - 2006–07 : العربي فاز على السد - 2007–08 : الريان فاز على قطر - 2008–09 : الريان فاز على قطر - 2009–10 : الجيش فاز على الغرافة - 2010–11 : الغرافة فاز على السد - 2011–12 : العربي فاز على الجيش |

### كأس أمير قطر
| - 2000 : الريان فاز على العربي - 2001 : الريان فاز على الوكرة - 2002 : قطر فاز على الريان - 2003 : الريان فاز على قطر - 2004 : السد فاز على الريان - 2005 : الريان فاز على العربي - 2006 : الريان فاز على العربي - 2007 : قطر فاز على السد - 2008 : الريان فاز على قطر | - 2009 : الريان فاز على قطر - 2010 : الغرافة فاز على الريان - 2011 : الغرافة فاز على الريان - 2012 : الريان فاز على السد - 2013 : الريان فاز على السد - 2014 : الغرافة فاز على الجيش - 2015 : الجيش فاز على السد - 2016 : الجيش فاز على الغرافة - 2017 : الغرافة فاز على الجيش |

## وصلات خارجية
- الموقع الإلكتروني